# Клюки-фон-Клугенау, Франц Карлович
Фра́нц Ка́рлович Клю́ки-фон-Клугена́у или Клюгенау (Franz Klüge von Klugenau; 24 сентября 1791, Йозефштадт, Богемия — 7 (19) апреля 1851, Царство Польское) — генерал-лейтенант (06.12.1844) русской императорской армии, один из ключевых русских военачальников времён Кавказской войны.

## Биография
Уроженец Богемии. Родился в Йозефштадте 24 сентября 1791 года. Службу начал в 1809 году в австрийских войсках. Был контужен в битве под Лейпцигом. В 1818 году перешёл на русскую службу и в чине поручика был зачислен в 8-й Егерской полк. В 1820 году штабс-капитан Клюки-фон-Клугенау был переведён в Грузинский гренадерский полк.

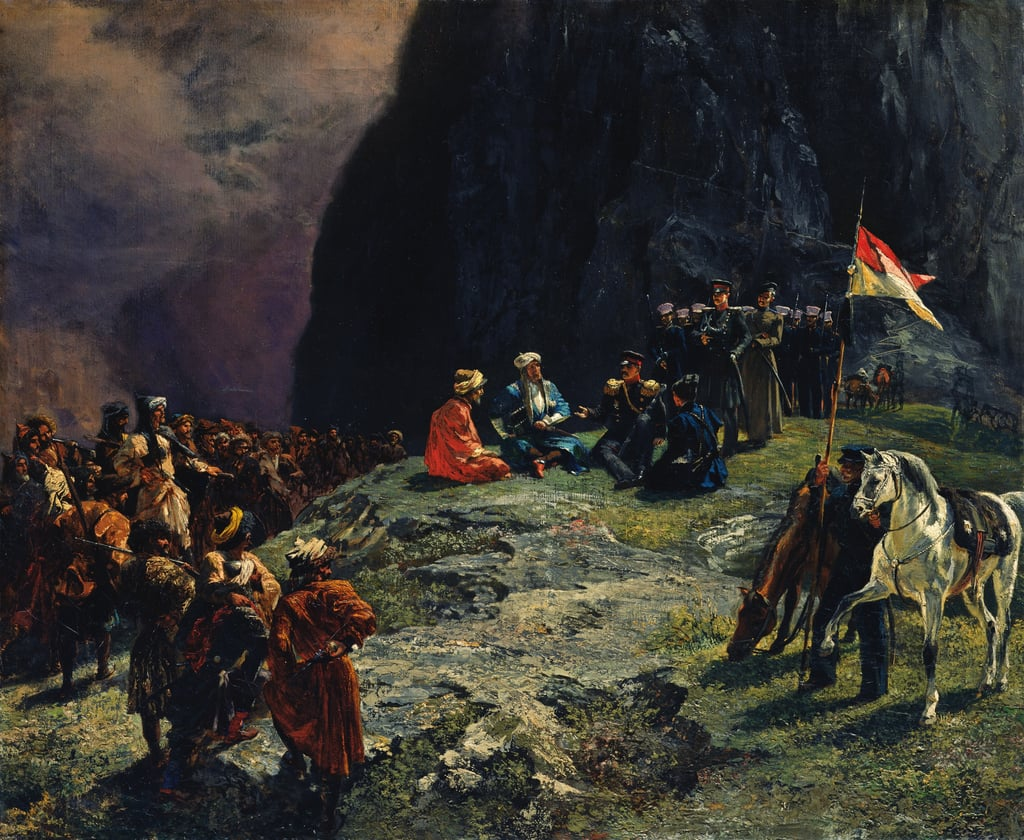
Встреча генерала Клюки-фон-Клюгенау с Шамилём в 1837 году.
Художник Григорий Гагарин

Отличился в русско-персидской войне 1826-1828 гг., особенно в сражении при Елизаветполе, за что 27 января 1827 года был удостоен ордена Святого Георгия 4-й степени. В 1828 году стал майором Эриванского карабинерного полка.
За боевое отличие в русско-турецкой войне 1828-1829 гг. 29 мая 1830 года пожалован золотой шпагой с надписью «За храбрость». В том же году, во время экспедиции против джарцев, был ранен при штурме селения Закаталы. С 1831 года начинаются действия Клюки-фон-Клугенау в Дагестане против Кази-Муллы и Гамзат-Бека. Командовал войсками в Северном Дагестане. В 1833 году командир Куринского пехотного полка, а в 1834 году назначен командиром Апшеронского пехотного полка. 29 ноября 1834 года произведён в генерал-майоры с оставлением по армии при Отдельном Кавказском корпусе. В 1836 году назначен командиром 1-й бригады 19-й пехотной дивизии. В том же году по его приказу был арестован Хаджи-Мурат, обвинённый в изменнических сношениях с Шамилем.
В 1838 году назначен управляющим Ахалцыхской провинцией. Энергичными мерами остановил занесённую из Турции чуму. В 1839 году Клюки-фон-Клугенау был назначен командиром 2-й бригады 20-й пехотной дивизии и начальником левого фланга Кавказской линии. Едва не погиб в экспедиции против аула Чиркей. 14 сентября 1840 года разбил большое горское скопище под Гимрами. В 1841 году вновь назначен командиром 1-й бригады 19-й пехотной дивизии с утверждением в должности командующего войсками в Северном Дагестане. В последовавших событиях 1842—1843 годов в Дагестане «выказал твёрдость и присутствие духа».
6 декабря 1844 года произведён в генерал-лейтенанты. В 1845 году принял участие в экспедиции к Дарго, где, оказавшись в опасном положении, всех ободрял своим личным примером. С 1845 года по 1849 год Клюки-фон-Клугенау начальник 19-й пехотной дивизии. В 1849 году был прикомандирован к Гвардейскому корпусу, затем назначен начальником 9-й пехотной дивизии.
В течение более чем 30 лет службы на Кавказе предпринял 20 кампаний, участвовал более чем в 100 делах и сражениях. Умер 7 апреля 1851 года.

## Награды
- Орден Святой Анны 3-й степени (25.04.1819)
- Орден Святого Владимира 4-й степени с бантом (09.09.1822)
- Орден Святого Георгия 4-й степени (27.01.1827)
- Орден Святой Анны 2-й степени (08.02.1829)
- Золотая шпага с надписью «За храбрость» (29.05.1830)
- Орден Святого Владимира 3-й степени (14.07.1833)
- Знак отличия беспорочной службы за XV лет (22.08.1837)
- Орден Святого Станислава 1-й степени (26.01.1840)
- Знак отличия беспорочной службы за XX лет (22.08.1840)
- Орден Святой Анны 1-й степени (21.10.1840)
- Орден Святого Владимира 2-й степени (10.12.1841)
- Императорская корона к ордену Святой Анны 1-й степени (27.12.1841)
- Золотая сабля с надписью «За храбрость», украшенная алмазами (09.08.1843)
- Знак отличия беспорочной службы за XXV лет (22.08.1846)
- Орден Белого орла (15.08.1849)

## Семья
Был женат на дочери чиновника V класса Виноградского, Анне Ефимовне. Их дети:
- Владимир (?—?) — выпускник Пажеского корпуса 1857 года[6]
- Александр (04.07.1842—25.01.1915) — генерал-майор, выпускник Пажеского корпуса 1861 года[7]; его сын Александр (1881—1967) —  полковник лейб-гвардии Конного полка.
- Константин (29.04.1845—04.01.1918) — генерал-майор, выпускник Пажеского корпуса 1864 года[8]
- Николай — генерал-лейтенант (с 17.04.1882).
- Лидия — жена генерал-лейтенанта (с 15.05.1883) А. Л. Каменева.